# Baladă albaneză
„Baladă albaneză” este o poezie alcătuită din cinci strofe, scrisă de George Coșbuc, publicată pentru prima dată în 1893 în volumul Balade și idile.